# Stade Olympique Maritime Boulonnais
Lo Stade Olympique Maritime Boulonnais è una società cestistica avente sede a Boulogne-sur-Mer, in Francia. Gioca nel campionato francese Pro A.